# Saint-Michel-de-Lapujade
 Saint-Michel-de-Lapujade  là một xã thuộc tỉnh Gironde trong vùng Aquitaine tây nam nước Pháp. Xã này nằm ở khu vực có độ cao trung bình 85 mét trên mực nước biển.